# قوش قیه‌سی (کلیبر)
روستای قوش قیه‌سی یکی از روستاهای استان آذربایجان شرقی است که در دهستان قشلاق بخش آبش‌احمد شهرستان کلیبر واقع شده‌است.